# إدسون راتينهو
إدسون راتينهو هو لاعب كرة قدم برازيلي في مركز الدفاع، ولد في 31 مايو 1986 في جواو بيسوا في البرازيل. لعب مع أيك أثينا وريال مايوركا ونادي إنترناسيونال ونادي بونيودكور ونادي جوينفيل ونادي ساو باولو ونادي ساو كايتانو ونادي موجي ميريم.

## وصلات خارجية
- إدسون راتينهو على موقع قاعدة بيانات كرة القدم.إي يو (الإنجليزية)
- إدسون راتينهو على موقع Soccerway.com (الإنجليزية)